# Orthomeria pandora
Orthomeria pandora är en insektsart som först beskrevs av John Obadiah Westwood 1859.  Orthomeria pandora ingår i släktet Orthomeria och familjen Aschiphasmatidae. Inga underarter finns listade i Catalogue of Life.